# ボナーテ・ソット
ボナーテ・ソット（イタリア語: Bonate Sotto  ( 音声ファイル)）は、イタリア共和国ロンバルディア州ベルガモ県にある、人口約6,600人の基礎自治体（コムーネ）。

## 地理

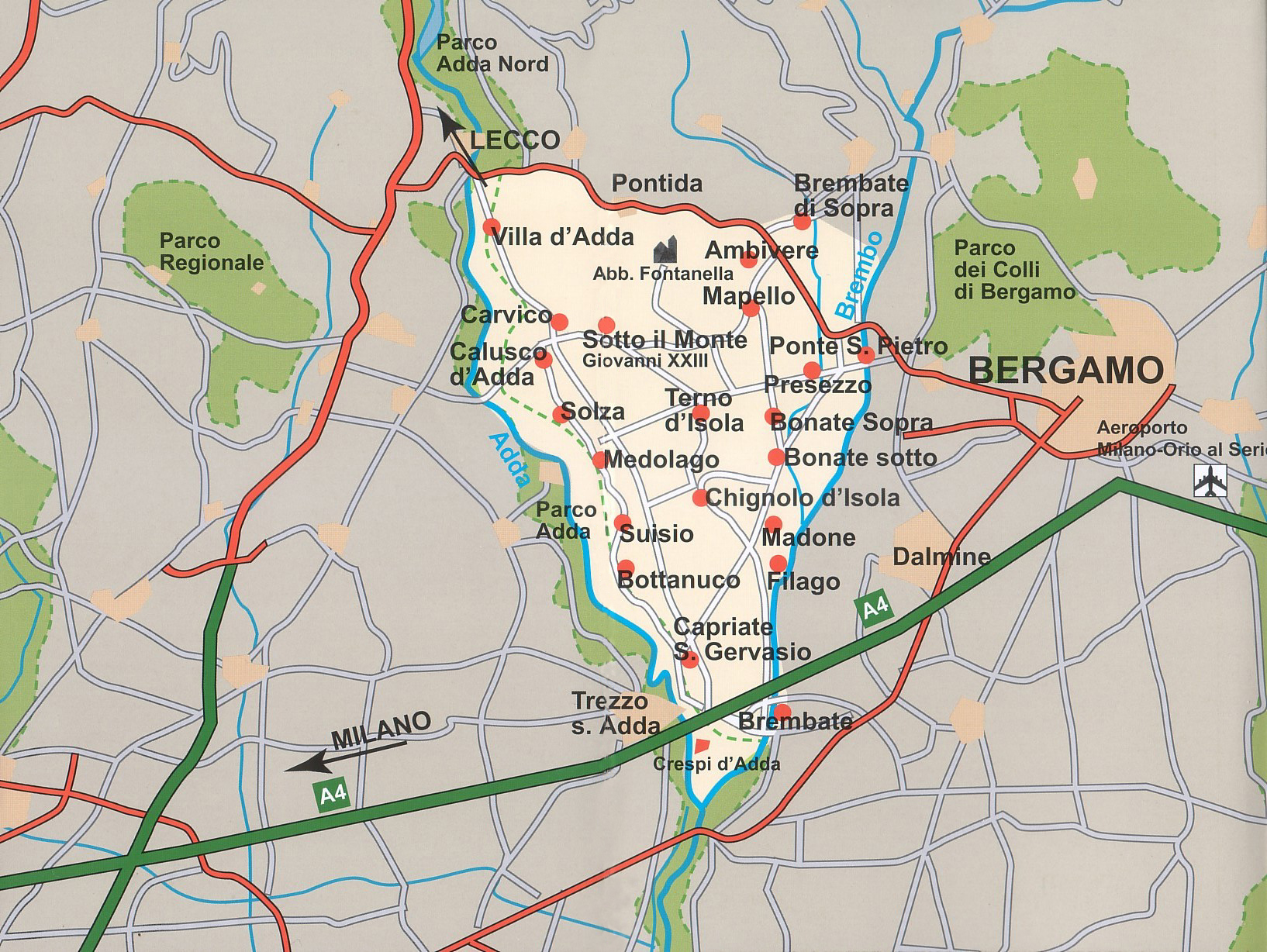
イーゾラ・ベルガマスカ地方

### 位置・広がり
ベルガモ県西部、イーゾラ・ベルガマスカ地方のコムーネ。県都ベルガモから西南西へ10km、州都ミラノから北東へ37kmの距離にある。

#### 隣接コムーネ
隣接するコムーネは以下の通り。
| - ボナーテ・ソプラ - キニョーロ・ディーゾラ - ダルミネ - フィラーゴ - マドーネ - トレヴィオーロ |

### 地震分類

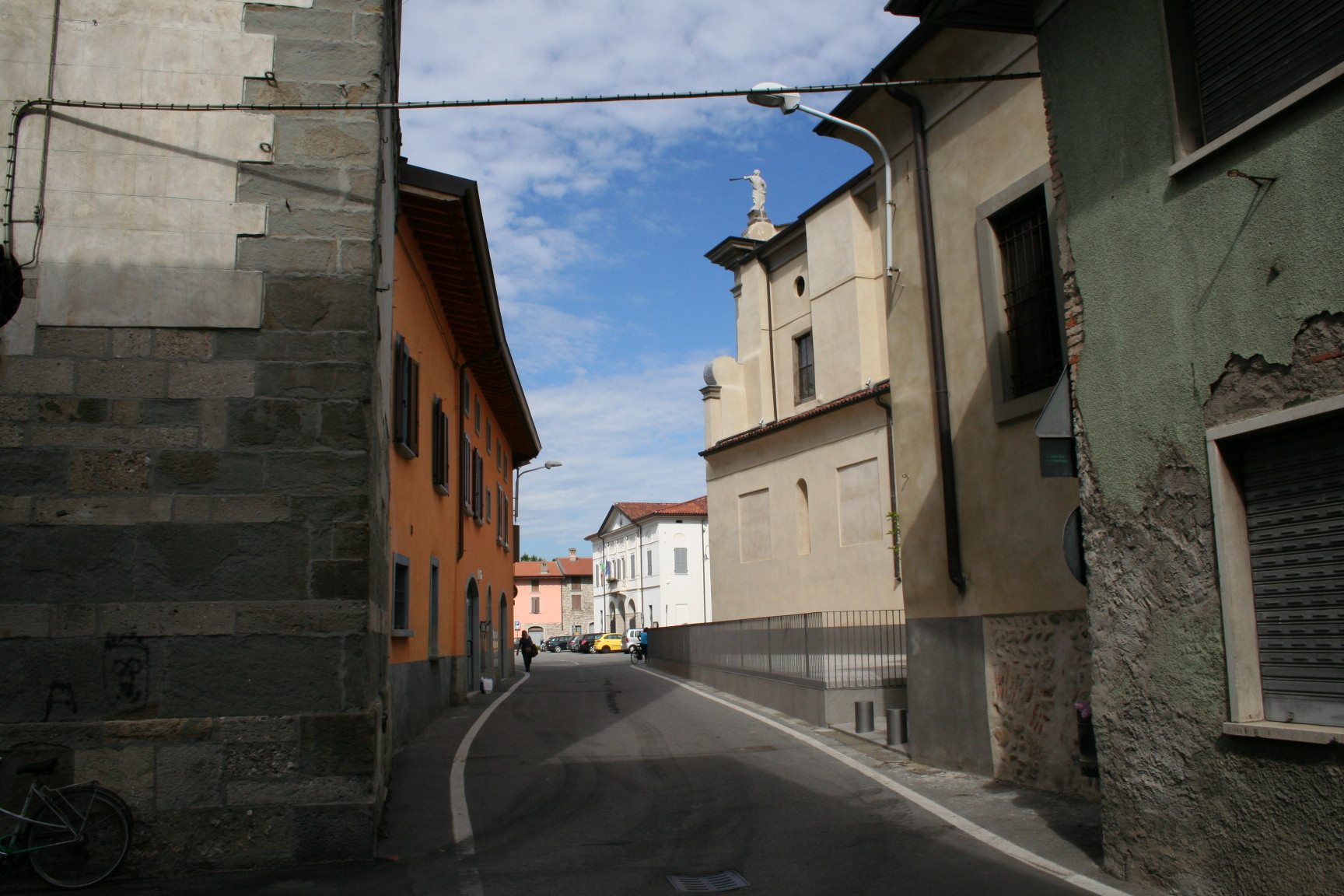
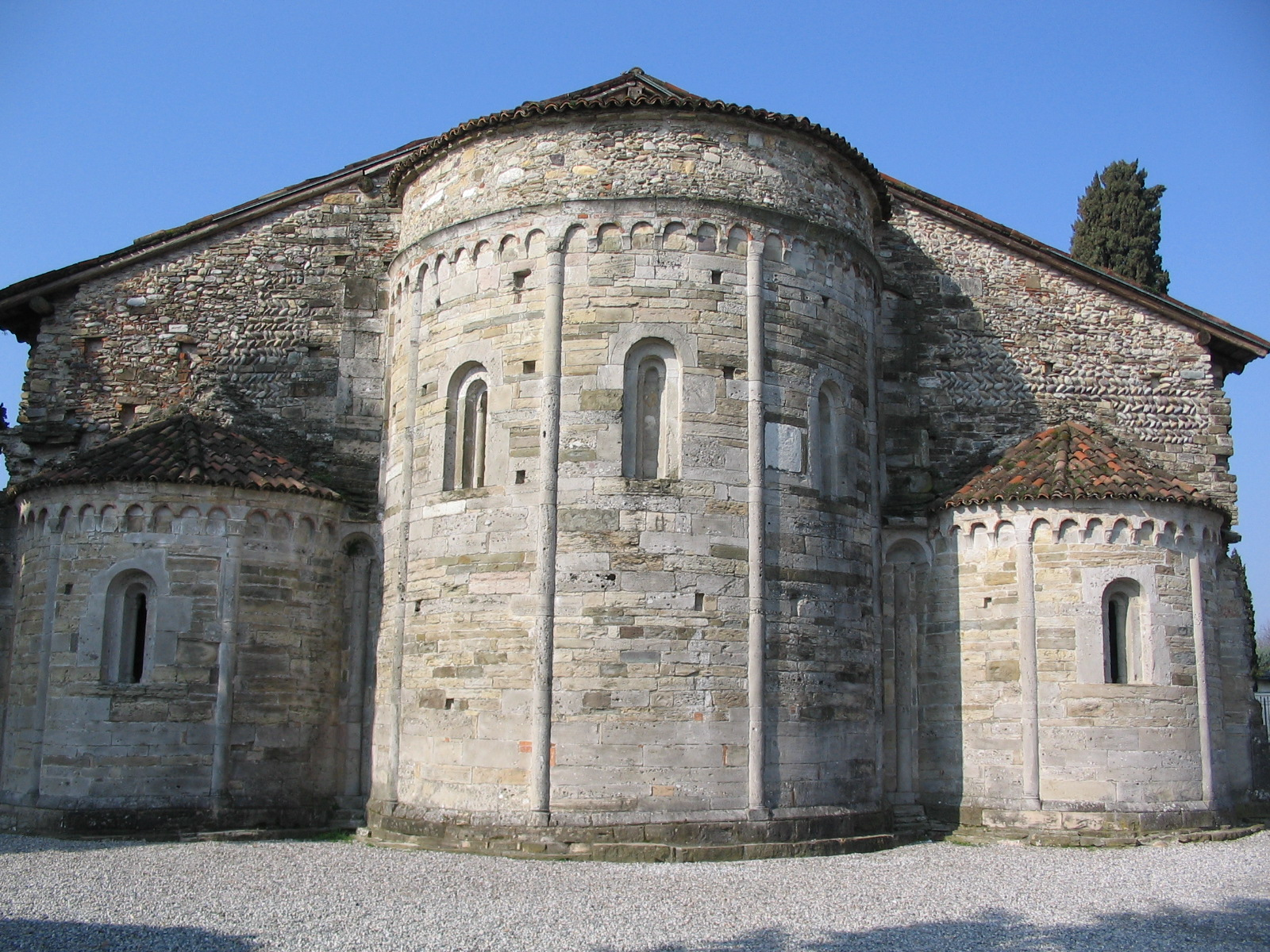

イタリアの地震リスク階級 (it) では、3 に分類される
。

## 行政

### 山岳部共同体
イーゾラ・ベルガマスカ共同体（事務所所在地: ポンテ・サン・ピエトロ）を構成するコムーネの一つである。